# Victoria Kan
Victoria Rodionovna Kan, in russo Виктория Родионовна Кан? (Tashkent, 3 agosto 1995), è una tennista uzbeka, nota anche come Viktorija Kan.

## Biografia

### Origini
Nata in Uzbekistan, si è trasferita ancora piccolissima con la famiglia in Russia.

### Carriera sportiva
A livello juniores ha riportato risultati eccellenti: 16 titoli in singolare e 9 in doppio. Passata al professionismo, ha conseguito il best ranking in singolare nel marzo 2014, conquistando la posizione numero 151. Sempre nel 2014 ha esordito in Fed Cup, opposta a Samantha Stosur, che l'ha sconfitta in due set.

## Grand Slam Junior

### Doppio

#### Sconfitte (1)
| Tornei del Grande Slam  |
| ----------------------- |
| Australian Open (0)     |
| Open di Francia (1)     |
| Torneo di Wimbledon (0) |
| US Open (0)             |

| N. | Data          | Torneo                  | Superficie  | Compagna     | Avversarie in finale              | Punteggio |
| 1. | 4 giugno 2011 | Open di Francia, Parigi | Terra rossa | Demi Schuurs | Irina Chromačëva Maryna Zanevs'ka | 4-6, 5-7  |